# Pachydactylus scherzi
Espèce
Synonymes
- Pachydactylus punctatus scherzi Mertens, 1954

Pachydactylus scherzi est une espèce de geckos de la famille des Gekkonidae.

## Répartition
Cette espèce est endémique de Namibie.

## Étymologie
Cette espèce est nommée en l'honneur d'Ernst Rudolph Scherz (1906–1981).

## Publication originale
- Mertens, 1954 : Neue Eidechsen aus Südwest-Afrika. Senckenbergiana, vol. 34, p. 175-183.